# Bellerophon-Klasse (1909)
Die Bellerophon-Klasse war eine Klasse von drei Schlachtschiffen der britischen Marine, die zwischen 1909 und 1921 in Dienst stand.

## Entwurf
Das Bauprogramm für 1906, zu dem die Bellerophon-Klasse gehörte, sah ursprünglich vier neue Schlachtschiffe nach dem Vorbild der Dreadnought vor. Aufgrund des Widerwillens des Board of Control wurde es jedoch auf drei reduziert. Diese Entscheidung wurde von politisch sensiblen Mitgliedern der Admiralität getroffen, die der Meinung waren, dass das Erscheinen der Dreadnought wahrscheinlich einen Rüstungswettlauf zwischen den Großmächten provozieren würde, der jedoch nicht sofort beginnen würde und somit Geld gespart werden könnte. Am 2. Dezember 1905 legte DNC Watts eine Skizze mit der Bezeichnung X4 vor, die Details eines Dreadnought-Typs zeigte, dessen Abmessungen die der Dreadnought selbst bei weitem übertrafen. Der Entwurf trug dieselbe Hauptbewaffnung wie die Dreadnought, war aber wesentlich besser geschützt und dennoch deutlich schneller. Eine Rückkehr zu einer angemessenen Sekundärbewaffnung wurde ebenso vorgeschlagen. Der gesamte Entwurf erwies sich als bemerkenswert vorteilhaft gegenüber früheren Schiffen mit Ähnlichkeit zur Colossus-Klasse. Aber aufgrund der Uneinigkeit innerhalb der Admiralität wurde dieser Entwurf jedoch verworfen. Daher musste Watts zwischen Ende 1906 und Anfang 1906 weitere Berechnungen anstellen. Nachdem weitere Zeichnungen eingereicht wurden, gelang es DNC Watts, einen geeigneten Entwurf vorzulegen. Die Verdrängung war um 711 Tonnen größer als die der Dreadnought, aber mit dem gleichen Antrieb. Eine Neuerung war trotz Lord Fishers Abneigung die sehr starke Sekundärbewaffnung, die wahrscheinlich ein Ergebnis des verworfenen X4-Layouts war. Auch bei der Panzerung wurden zunächst verschiedene Formen diskutiert und zum ersten Mal wurde der Einbau eines vollständigen Torpedoschotts in Betracht gezogen, dessen Wert sich während des Russisch-Japanischen Krieges gezeigt hatte. Bei der Bewaffnung bedurfte es fünfundzwanzig verschiedener Skizzen, bis eine endgültige Entscheidung getroffen wurde. Sie alle wiesen erhebliche Unterschiede in der Anzahl und Anordnung der Geschütze auf. Nach einer Reihe erfolgreicher Versuche mit der Bewaffnung der Dreadnought wurde jedoch beschlossen, die grundlegende Bewaffnung wie bisher beizubehalten.

## Einheiten
| Name        | Bauwerft                                           | Kiellegung       | Stapellauf       | Indienststellung | Außerdienststellung | Verbleib                  |
| ----------- | -------------------------------------------------- | ---------------- | ---------------- | ---------------- | ------------------- | ------------------------- |
| Bellerophon | Portsmouth Dockyard, Portsmouth                    | 6. Dezember 1906 | 27. Juli 1907    | 20. Februar 1909 | März 1921           | 1923 zum Abbruch verkauft |
| Temeraire   | Devenport Dockyard, Plymouth                       | 1. Januar 1907   | 24. August 1907  | 15. Mai 1909     | 1921                | 1922 zum Abbruch verkauft |
| Superb      | Armstrong-Whitworth, Elswick (Newcastle upon Tyne) | 6. Februar 1907  | 7. November 1907 | 9. Juni 1909     | 26. März 1920       | 1922 zum Abbruch verkauft |

## Technische Beschreibung

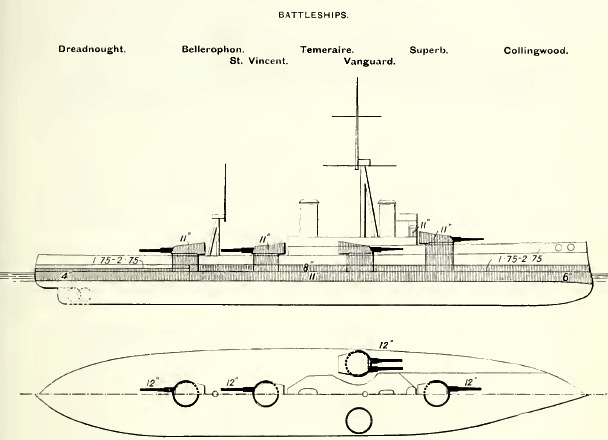
Aufriss und Draufsicht

Die Schiffe hatten eine Gesamtlänge von 160,30 m, eine Breite von 25,10 m, einen Tiefgang von 8,20 m. Die Verdrängung lag zwischen 19.101 t und 22.456 t.

### Antrieb
Die Schiffe waren mit vier Parsonsturbinen mit Direktantrieb bestehend aus zwei Hoch- und zwei Niederdruckturbinen ausgestattet, die jeweils zwei Wellen antrieben und insgesamt 23.000 Shp (17.000 kW) entwickelten, mit der sie eine Höchstgeschwindigkeit von 21 Knoten (39 km/h) erreichten. Der Dampf wurde von achtzehn Babcock & Wilcox-Wasserrohrkesseln mit einem Arbeitsdruck von 16, 2 bar geliefert. Die Schiffe konnten maximal 2.690 t Kohle bzw. 853 t Heizöl mitführen, was ihnen bei 10 Knoten (19 km/h) eine Reichweite von 5.720 Seemeilen (10.590 km) ermöglichte.

### Bewaffnung
Die Hauptbewaffnung der Bellerophon-Klasse bestand aus zehn 30,5-cm-L/45-Geschützen in fünf Doppeltürmen, drei auf der Mittellinie und die restlichen zwei als Flügeltürme. Die mittleren Geschütztürme trugen die Bezeichnungen „A“, „X“ und „Y“ (von vorne nach achtern), die Flügeltürme an Backbord und Steuerbord die Bezeichnungen „P“ und „Q“. Die 58 t schweren Kanonen hatten bei einer maximalen Elevation von 13,5° und einer Mündungsgeschwindigkeit von 831 m/s eine Reichweite von 17.236 m. Sie verschossen 386 kg schwere Granaten mit einer Kadenz von ca. 2 Schuss pro Minute. Die Sekundärbewaffnung bestand aus sechzehn 10,2-cm-Geschützen. Jeweils zwei dieser Geschütze waren auf den Dächern der vorderen und hinteren Mitteltürme und der Flügeltürme in nicht abgeschirmten Lafetten installiert, die anderen acht waren in den Aufbauten untergebracht. Die Geschütze hatten bei einer maximalen Elevation von +15° und bei einer Mündungsgeschwindigkeit von 860 m/s eine Reichweite von 10.424 m. Sie verschossen 14 kg schwere Granaten mit einer Kadenz von 6 bis 8 Schuss pro Minute. Die Schiffe waren außerdem mit drei 45,7-cm-Torpedorohren ausgestattet, eines auf jeder Breitseite und das dritte im Heck.

### Panzerung
Die Schiffe der Bellerophon-Klasse hatten einen Panzergürtel aus Krupp-Zementstahl. Er erstreckte sich über die gesamte Länge des Schiffes. Er war mittschiffs 254 mm dick und verjüngte sich unterhalb der Wasserlinie auf 203 mm. Von der vorderen Barbette bis zum Bug verjüngte er sich auf 152 mm und von der hinteren Barbette bis zum Bug auf 127 mm. Über dem Hauptgürtel verlief über die gleiche Länge ein 203 mm dicker Plankengang. Das Querschott achtern war 203 mm dick und verlief schräg nach innen von den hinteren Enden der unteren Seitenpanzerung bis zur Außenfläche der hinteren Barbette. Die Barbetten auf der Mittellinie waren über dem Hauptdeck 127 – 228 mm dick und darunter 127 mm. Die Barbetten querab waren an den Außenflächen 254 mm und an den Innenflächen 228 mm dick und verjüngten sich bis unter das Hauptdeck auf 127 mm. Die Front und die Seiten der Geschütztürme waren 279 mm an der Rückseite 304 mm dick und hatten 76 mm dickes Dach. Die Schiffe hatten drei gepanzerte Decks mit einer Dicke von 19 mm bis 101 mm. Die Front und die Seiten des vorderen Kommandoturms wurden durch 279 mm-Platten geschützt, während die Rückseite und das Dach 203 mm bzw. 76 mm dick waren. Der hintere Kommandoturm war rundherum mit 203 mm Panzerung versehen und hatten ebenfalls ein 76 mm dickes Dach. Die Längsschotten von 19 bis 76 mm Dicke bedeckten die kompletten Seiten des Rumpfes zwischen den vorderen und hinteren Magazinen.